# Guitarricadelafuente
Álvaro Lafuente Calvo (Benicasim, 27 de agosto de 1997), conocido artísticamente como Guitarricadelafuente, es un cantautor, compositor, músico y actor español.
Se dio a conocer en la red social Instagram, haciendo versiones de canciones con un estilo personal. En abril de 2018, publicó su primera canción original, «Conticinio», grabado en su casa con el micrófono del juego Singstar, compartiéndola en las plataformas Youtube y Spotify.
Su sencillo en solitario más reproducido, «Guantanamera», se inspiró en los veranos que ha pasado en la localidad aragonesa de su abuela, Las Cuevas de Cañart, sumando más de 59 millones de reproducciones. El videoclip de este tema, dirigido por Pedro Artola, está grabado en el municipio turolense. El éxito le llegó a partir de su colaboración en el primer EP de Natalia Lacunza, concursante de Operación Triunfo 2018, con el tema «Nana triste» compuesto por ambos, y que consta con más de 70 millones de reproducciones en Spotify.
Su nombre artístico proviene de la unión de su primer apellido y del diminutivo típico en Aragón de la palabra «guitarra». Este seudónimo fue usado por el artista por primera vez para su cuenta de Instagram.

## Carrera musical
En 2019, fue clasificado como uno de los fenómenos musicales revelación de España por diferentes medios, año que cerró como el artista español número 31 más reproducido en streaming, sumando las reproducciones de las plataformas digitales Spotify, Apple Music, Deezer y Amazon Music. Actualmente cuenta con más de 1,8 millones de oyentes mensuales y con más de 160 mil suscriptores en Youtube, siendo su mayor éxito «Nana Triste», con más de 70 millones de reproducciones en Spotify y 29 millones de visualizaciones en Youtube.
Ha colaborado con El Niño de Elche en la interpretación de «Cerrado por Derribo» en el álbum Ni tan joven, ni tan viejo, disco tributo a Joaquín Sabina en el que participaron 38 artistas versionando canciones del cantautor español, entre ellos Fito Cabrales, Alejandro Sanz, Serrat o Amaral. Forma parte del elenco de jóvenes actores que actuaron en la película Nada será igual, proyecto audiovisual contra el acoso escolar, que en 2019 se proyectó en numerosas salas de cine y colegios de España, siendo Álvaro el compositor e intérprete de su banda sonora. Así mismo, ha participado con el artista Muerdo para la grabación del sencillo «Vas a encontrarte», incluido en su álbum Fin de la primera vida. El 23 de enero de 2020 publicó en su cuenta de Youtube una versión de su «Guantanamera» con la cantautora mexicana Silvana Estrada.
En 2019 realizó una gira —La Girica— por distintas ciudades y festivales de España, consiguiendo agotar las entradas en muchos de sus conciertos. Esta gira se extiende durante el año 2020, habiendo programado numerosos conciertos en las principales salas y festivales del país. Para el concierto en el Teatro Circo Price que iba a tener lugar el 3 de abril, vendió todas las entradas en ocho horas.
En 2020, fue nominado a tres categorías de los Premios MIN de la Música Independiente: Mejor Artista Emergente, Mejor Canción del Año por «Agua y mezcal» y Mejor Videoclip por «Guantanamera».
En marzo de 2022, presentó la portada y el título de su primer álbum de estudio, vía redes sociales, titulado «La cantera» el cual fue publicado el 6 de mayo de 2022. Su primer sencillo fue «Mil y una noches».
En 2025 publicó su segundo álbum, Spanish Leather.

## Carrera actoral
En mayo de 2025, Suma Content anunció que el cantante protagonizaría la adaptación en forma de película de La bola negra, junto a Penélope Cruz, Miguel Bernardeau y Carlos González.

## Discografía

### Álbumes de estudio
- La cantera (2022)
- Spanish Leather (2025)

### Sencillos
- «El Conticinio» (2018)
- «Guantanamera» (2018), versión en acústico (2020) con Silvana Estrada.
- «Nada será igual» (2018), sencillo principal de la película homónima.
- «Catalina» (2018), versión de la canción de Manuel Vallejo.[29]
- «Sixtinain» (2018)
- «Nacido pa ganar» (2019)
- «Agua y mezcal» (2019)
- «ABC» (2019)
- «Desde las alturas» (2020)
- «Ya mi mama me decía» (2020)
- «Mil y una noches» (2021)
- «Vidalita del mar» (2022)
- «Quien encendió la luz» (2022)
- «Full time papi» (2025)
- «Futuros Amantes» (2025)
- «Tramuntana» (2025)
- «Pipe Dream» (2025)
- «Babieca!» (2025)

### EPs
- «Caramullo» (Amazon Original) (2022)

### Colaboraciones
- «nana triste» (2019), con Natalia Lacunza
- «Cerrado por derribo» (2019), con El Niño de Elche en el disco tributo Ni tan joven, ni tan viejo.
- «Vas a encontrarte» (2019), con Muerdo en el disco de este artista Fin de la primera vida.
- «góndolas» (2020), con nostalgia.en.los.autobuses y Raül Refree
- «Límite» (2020), con Fetén Fetén
- «In My Room» (2023), con Troye Sivan
- «Sidekick» (2024), con pablopablo

## Filmografía

### Cine
| Año  | Título        | Rol | Ref.   |
| ---- | ------------- | --- | ------ |
| 2026 | La bola negra | TBC | [ 28 ] |